# Génolhac
Génolhac is een gemeente in het Franse departement Gard (regio Occitanie). De plaats maakt deel uit van het arrondissement Alès. Génolhac telde op 1 januari 2022 820 inwoners.

## Geografie
De oppervlakte van Génolhac bedroeg op 1 januari 2022 17,3 vierkante kilometer; de bevolkingsdichtheid was toen 47,4 inwoners per km².

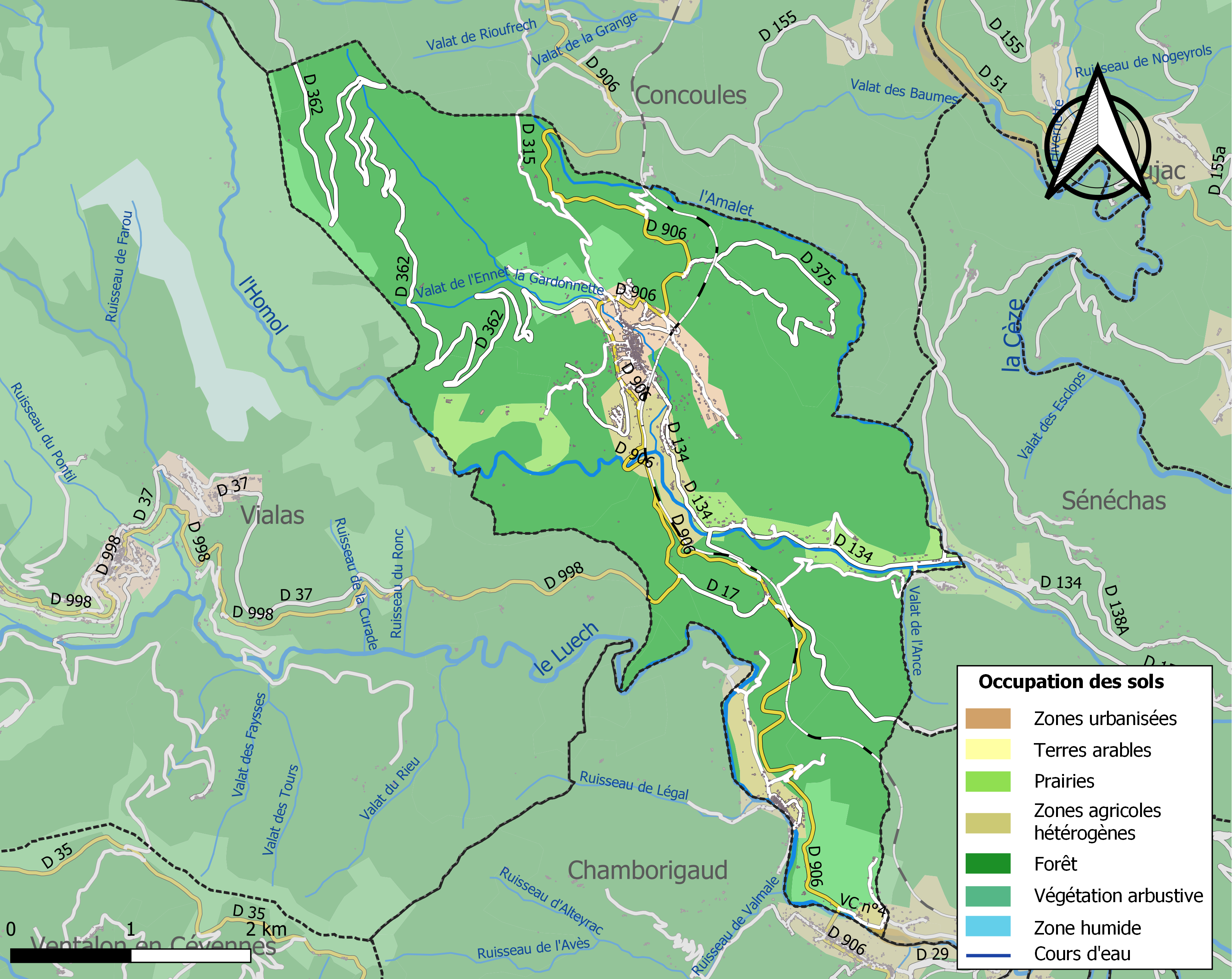
Kaart van de gemeente met belangrijkste infrastructuur, bodemgebruik en omliggende gemeenten

## Verkeer
In de gemeente ligt het spoorwegstation Génolhac .

## Demografie
Onderstaande figuur toont het verloop van het inwonertal (bron: INSEE-tellingen).